# Dicranomyia hyalinata
Dicranomyia hyalinata är en tvåvingeart som först beskrevs av Zetterstedt 1851.  Dicranomyia hyalinata ingår i släktet Dicranomyia och familjen småharkrankar. Arten är reproducerande i Sverige. Inga underarter finns listade i Catalogue of Life.